# Черны, Радек
Радек Черны (чеш. Radek Černý; 18 февраля 1974, Прага, Чехословакия) — чешский футболист, вратарь. Выступал за сборную Чехии. С сезона 14/15 является тренером вратарей молодёжных команд Синот лиги.

## Достижения
Славия
- Обладатель Кубка Чехии: 1997,1999,2002

Тоттенхэм Хотспур
- Обладатель Кубка лиги: 2008

«КПР»
- Чемпионат Футбольной лиги Англии: 2010/11 (1-е место, выход в Премьер-лигу).